# 유영 (초왕)
초왕 유영(楚王 劉英, ? ~ 71년)은 후한 초기의 황족으로, 광무제와 허미인(許美人)의 아들이다.

## 생애
건무 15년(39년) 초공에 봉해졌고, 2년 후 초왕으로 승격되고 동 28년(52년)에 봉국에 부임하였다. 생모 허미인이 광무제의 총애를 받지 못했기 때문에, 유영의 봉국인 초나라는 다른 형제들의 봉국에 비해 작고 궁핍했다.
건무 30년(54년), 임회군의 취려(取慮)·수창(須昌) 두 현을 더 받았다. 유영은 배다른 동생 명제가 태자였을 때부터 그에게 의탁하여, 명제의 환심을 샀다. 명제는 즉위 후 유영에게 자주 포상을 내렸고, 유영의 처남 허창(許昌)을 열후에 봉하기까지 하였다.
젊어서는 유협을 좋아했고, 나이가 들어서는 황로지학을 좋아하면서 불교를 익혔다. 영평 8년(65년) 조서로 죽을 죄를 지은 사람은 비단으로 속죄하게 해 준다고 하자, 낭중령에게 비단 30필을 주어 국상에게 속죄를 청하게 했다. 조서에서는 초왕의 신심을 보아 속으로 바친 비단을 돌려주어 우바새와 사문에게 성찬을 베풀게 했다.
영평 13년(70년), 연광(燕廣)이란 자가 유영이 왕평(王平)·안충(顔忠)과 함께 반란을 모의하였다고 고발하였다. 사건을 심리한 대신들은 유영을 대역죄로 주살하여야 한다고 주장하였으나, 명제는 차마 죽이지 못하고 경현(涇縣)으로 유배시켰다.
이듬해에 유배지에 도착한 유영은 스스로 목숨을 끊었다. 명제는 광록대부를 보내 조의를 표하였고, 열후의 인수를 내려주었다. 또 유영의 아들 유충(劉种)을 초후(楚侯)에 봉하였다.
원화 3년(86년), 허태후가 죽었다. 장제는 광록대부를 보내 조의를 표하고 장례를 돕게 하는 한편 유영을 팽성현(彭城縣)으로 이장시키고 의례를 왕과 같게 하였고, 초여후(楚厲侯)로 추증하였다.

## 출전
- 범엽, 《후한서》 권42 광무십왕열전

| 선대 (첫 봉건) | 후한의 초공 39년 4월 정사일 - 41년 10월 신사일 | 후대 (왕으로 승격) |

| 선대 (공에서 승격) | 후한의 초왕 41년 10월 신사일 - 70년 11월 | 후대 (봉국 폐지) |

| 선대 - | 후한의 초후 (추존) | 후대 (사실상) 아들 유충 |

## 같이 보기
- 원안